# Brudsund
Brudsund är en by som tillhör Vörå kommun i Österbotten, Finland.